# Radzikowo Scalone
Radzikowo Scalone – wieś sołecka w Polsce położona w województwie mazowieckim, w powiecie płońskim, w gminie Czerwińsk nad Wisłą.
W latach 1975–1998 miejscowość administracyjnie należała do województwa płockiego.